# Josef Karo
Josef Karo (født 1488, død 24. marts 1575) var sefardisk rabbiner og kabbalist. Begravet i Safed.

## Værker
- Shulchan Arukh, til dags dato den mest grundlæggende og populære kodificering af halakha. Er menigmands Bet Josef. Inddelt i 30 hovedafsnit ud fra den tanke at man læser ét om dagen, hvorved den nås igennem på en måned – 12 gange om året. På grund af forskellighed i traditioner og leveforhold suppleres den af ashkenazim med Mappa, hvilket har gjort at den kan anerkendes i størstedelen af den jødiske verden. Trykt 1565 i Venedig.

- Bet Josef, halakhakodifikation for lærde. Den har Arba Turim som forbillede og er inddelt i de samme fire hovedafdelinger, men er mere omfattende og inddrager Sefer Halachot og Mishne Tora. Når mindst to af kodifikationerne støtter en afgørelse, følges denne, og er de ikke vejledende nok, inddrages andre autoriteter. Selve arbejdet med Bet Josef tog 20 år, kommenteringen (hovedsageligt udarbejdelsen af Shulchan Arukh) 12. Det ashkenaziske supplement til værket er Darchei Moshe.